# ای+ (زبان برنامه‌نویسی)
زبان برنامه‌نویسی ای+ زبان برنامه‌نویسی +A یک زبان برنامه‌نویسی آرایه‌ای است که زاده زبان برنامه‌نویسی A می‌باشد و ابداع گردید تا بتواند جایگزین APL در سال ۱۹۸۸ گردد. آرتور ویتنی قسمت A زبان +A را گسترش داد. در حالی که مرگان استانلی و سایر گسترش دهندگان زبان، آن را با اضافه کردن یک فضای گرافیکی برای کاربر و برخی ویژگیهای دیگر زبان توسعه دادند. +A برای کاربردهای کاملاً عددی مخصوصاً برای امور مالی طراحی شد. +A بر روی انواع سیستم عامل‌های یونیکس از جمله لینوکس قابل اجرا می‌باشد. زبان +A یک زبان سطح بالا، ایجاد کننده تعامل باسرعت بالا بین کامپیوتر و کاربر، اجرا توسط مفسر می‌باشد.

## توضیحات
زبان +A , مجموعه گسترده‌ای از توابع و عملگرها، رابط کار بری گرافیکی با قابلیت همگام سازی خودکار متغیرها، اجرای نا همزمان توابع وابسته به متغیرها و عمل‌ها، بارگیری پویای زیرروالهای کامپایل شدهٔ کاربر و دیگر ویژگیها را میسر می‌سازد.
زبان +A تغییرات زیر را بر روی زبان APL انجام داد:
° یک تابع زبان +A, ممکن است حداکثر تا ۹ پارامتر رسمی داشته باشد.
° عبارت‌های کد زبان +A به وسیله semicolon از هم جدا می‌شوند، بنابراین یک عبارت تنها ممکن بود به ۲ یا چند خط شکسته شود.
° نتیجه درست یک تابع یا عملگر، نتیجه آخرین جمله اجرا شده می‌باشد.
° +A یک شی را پیاده‌سازی می‌کند که وابستگی نامیده می‌شود که یک متغیر سراسری (متغیر وابسته) و یک تعریف وابسته مانند تابع بدون آرگومان است. مقادیر می‌توانند به‌طور صریح نشانده شوند یا اینکه همانند متغیرهای عمومی به دقت ارجاع داده شوند. اما آن‌ها همچنین می‌توانند از طریق تعاریف وابسته مقدار دهی اولیه شوند.
توسعه زبان +A تعاملی، ابتدا در (ویرایشگر ایکس ماکس) انجام شد. چون کد زبان +A از سمبلهای بنیادی APL استفاده می‌کند، بنابراین نمایش +A مستلزم یک فونت با کاراکترهای خاص می‌باشد. این فونت، kapl نامیده می‌شود که روی صفحات وب برای آن هدف، آماده شده‌است.
آرتور ویتنی تصمیم گرفت که زبان K را طراحی کند. K یک زبان آرایه‌ای اختصاصی است. همانند زبان j, زبان k نیز مجموعه کارکترهای APL را حذف کرد. زبان K بعضی از پیچیدگی‌های درک شده +A را نداشت همانند وجود عبارات و نداشتن دو مدل نحو برای یک عبارت. 